# 許チョン
許 櫏（ホ・チョン、朝鮮語: 허천/許櫏、1943年4月10日 - ）は、大韓民国の政治家。第4・5代江原道議会議員、第17・18代韓国国会議員。本貫は陽川許氏。キリスト教徒。

## 経歴
日本統治時代の江原道春川郡（現・春川市）出身。春川高等学校、翰林聖心大学行政科卒。江原大学校経営行政大学院修了。春城郡4H連合会会長、春川・春城医療保険組合事務局局長、平和統一政策諮問委員会常任委員・春城郡協議会会長、春城郡諮問委員会副会長、在郷軍人会江原道支会理事、春城郡医療保険組合代表理事、民主自由党春城・楊口・麟蹄地区党副委員長、大韓家族保健福祉協会江原道支部支部長、江原開発研究院理事、第4・5代江原道議会議員、第15代大統領選挙ハンナラ党江原道スポークスマン、第16代大統領選挙江原道選挙対策委員会共同本部長、社団法人江原老人福祉会理事長、春川市社会福祉協議会会長、清浄環境連盟守り神連帯総裁、社団法人国家朝餐祈祷会江原支会会長、第17代国会建設交通委員会委員、ハンナラ党災害対策委員会委員長・中央委員会首席副議長・江原道党委員長、第18代国会国土海洋委員会・女性家族委員会委員を務めた。